# Ephraim Ludwig Gottfried Abt
Ephraim Ludwig Gottfried Abt (* 4. Januar 1752 in Berlin; † 3. Mai 1819 in Breslau, Provinz Schlesien) war ein preußischer Bergbaubeamter und schlesischer Regionalhistoriker.

## Leben

### Familie
Ephraim Ludwig Gottfried Abt war der Sohn des preußischen Kammergerichts-Calculators Johann Abt in Berlin und dessen Ehefrau Maria Dorothea (geb. Heister).
Er war seit dem 20. April 1784 mit Juliane Henriette (geb. Langner) verheiratet; gemeinsam hatten sie sechs Kinder.

### Werdegang
Nach einer Lehre in einem Berliner Handelshaus, das 1772 geschlossen wurde, wandte sich Ephraim Ludwig Gottfried Abt dem Studium des Bergbaus zu. Er bereiste nach 1776 auf eigene Kosten die Bergwerke der Grafschaft Mansfeld und des Harzes und wurde am 14. Dezember 1776 als Bergkadett (Anwärter für den höheren Bergdienst) vereidigt. Der Bergbauminister Friedrich Anton von Heynitz setzte ihn im Bergbau des sächsischen Erzgebirges ein, wo ihm das Hüttenwesen zugeteilt wurde.
Er kam, nach einer Reise durch Ungarn, als Bergmeister, 1780 nach Schlesien und wurde 1781 Assessor beim Oberbergamt in Breslau; dort veranlasste er die Gründung einer Oberbergamts-Bibliothek und später einer Sammlung von Hütten-Zeichnungen. Nach einer Zusammenarbeit mit Friedrich Wilhelm von Reden vertrat er diesen häufig in Fragen des Hüttenwesens in Oberschlesien. Am 18. April 1787 nahm er zusammen mit Friedrich Wilhelm von Reden an einer Sitzung in Tarnowitz teil, deren Ziel es war, dort das Königlich-Preußische Hüttenamt einzurichten. Von 1788 bis 1791 erstellte er eine Studie über den Bergbau in Tarnowitz mit dem Titel Geschichte des Bley- u. Silberbergbaus um Tarnowitz und Beuthen in Oberschlesien von 1528 an bis zum Verfall und bis zur Wiederaufnahme im Jahre 1784. Der Bericht wurde zur Grundlage für die Rekonstruktion des Silber- und Blei-Bergbaus in der Umgebung von Tarnowitz.
Am 24. Februar 1791 erfolgte seine Ernennung zum Hüttenrat und 1804 zum Oberhüttenrat; ihm unterstanden die königlichen Hüttenwerke.
Seine besondere Aufgabe sah er in den Versuchen, Eisenerz mittels Steinkohlenkoks zu verhütten; 1789 wurden dann unter seiner Leitung die ersten erfolgreichen Versuche mit Koks zur Eisenverhüttung durchgeführt. Nachdem in Sulzbach ähnliche Versuche mit zweifelhaftem Erfolg eingestellt worden waren, veröffentlichte er 1789 den Aufsatz Kurze Nachricht von den Versuchen, Steinkohlen bey den Oberschlesischen Eisenwerken anzuwenden in den Schlesischen Provinzialblättern. Im darauffolgenden Jahr erschien zum gleichen Thema der Beitrag Vom Schmelzen der Eisenerze im Hohenofen bey abgeschwefelten Steinkohlen. Zur selben Zeit unternahm er Schmelzversuche im Hüttenwerk Malapane und verwendete dabei niederschlesisches und Hindenburger Koks. Nach seinen Plänen baute dann Johann Friedrich Wedding auf der Gleiwitzer Hütte einen Hochofen, in dem es am 10. November 1796 erstmals gelang, Eisenerz mit Steinkohlenkoks zu verhütten und brauchbare Ergebnisse zu erreichen.
Ab 1810 war er Mitglied des schlesischen Wirtschaftsverbandes und er beriet auch die Henckel von Donnersmarck beim Aufbau ihrer privaten Industriemacht in Oberschlesien.

### Schriftstellerisches Wirken
Ephraim Ludwig Gottfried Abt beschäftigte sich unter anderem auch mit historischen Fragen und verfasste eine große Anzahl von Aufsätzen über die Geschichte Schlesiens, den Bergbau, das Hüttenwesen, die Industrie und das Militär, aber auch über das Brauwesen. Für die periodischen Schriften des Naturforschers Friedrich Martini in Berlin übersetzte er verschiedenes aus dem Französischen und Englischen und lieferte auch einige eigene Abhandlungen.

## Mitgliedschaften
Ephraim Ludwig Gottfried Abt war seit dem 28. November 1810 Ehrenmitglied der Schlesischen Gesellschaft für vaterländische Kultur.

## Schriften (Auswahl)
- Versuch eines systematischen Verzeichnisses der Schriften und Abhandlungen vom Eisen, als Gegenstand des Naturforschers, Berg- und Hüttenmanns, Künstlers und Handwerkers, Kaufmanns, Staatshaushälters und Gesetzgebers. Berlin, 1782 (Digitalisat).
- Kurze Bemerkungen über die pohlnischen und schlesischen Eisenhütten-Werke. In: Schlesische Provinzialblätter, 3. Stück. 1786. S. 203–211 (Digitalisat).
- Kurze Nachricht von den Königl. Oberschlesischen Eisenhütten-Werken im Amte Oppeln. In: Schlesische Provinzialblätter, 5. Stück. 1788. S. 427–434 (Digitalisat).
- Kurze Nachricht von den Versuchen, Steinkohlen bey den Oberschlesischen Eisenwerken anzuwenden. In: Schlesische Provinzialblätter, 6. Stück. 1789. S. 533–537 (Digitalisat).
- Emolumenta und Gehälter der ehemaligen Landes- und Berghauptleute in der Herrschaft Beuthen, als selbige noch dem Marggrafen zu Brandenburg gehörte. In: Schlesische Provinzialblätter, 11. Stück. 1789. S. 426–428 (Digitalisat).
- Vom Schmelzen der Eisenerze im Hohenofen bey abgeschwefelten Steinkohlen. In: Schlesische Provinzialblätter, 2. Stück. 1790. S. 141–145 (Digitalisat).
- Von der älteren Geschichte der Galmeygräberey in Oberschlesien. In: Schlesische Provinzialblätter, 8. Stück. 1790. S. 139–148 (Digitalisat).
- Geschichte des Bley- und Silberbergbaus um Tarnowitz und Beuthen in Oberschlesien von 1528 an bis zum Verfall und bis zur Wiederaufnahme im Jahre 1784. Breslau, 1791.
- Vergleichung der Sterblichkeit in verschiedenen Hospitälern. In: Schlesische Provinzialblätter, 2. Stück. 1794. S. 154–162 (Digitalisat).
- Etwas über Stubenfeuerung mit Steinkohlen. 1794. In: Schlesische Provinzialblätter, 4. Stück. 1794. S. 341–343 (Digitalisat).
- Ueber den Verbrauch der Steinkohlen beym Bley und Silberschmelzen zu Tarnowitz. In: Schlesische Provinzialblätter, 8. Stück. 1794. S. 116–120 (Digitalisat).
- Verbesserung der Ober Schlesischen Eisen Hüttenwerke durch Belohnungen. In: Schlesische Provinzialblätter, 3. Stück. 1795. S. 242–252 (Digitalisat).
- Die Lusteuche wird in Breslau 1496 zuerst bemerkt. In: Schlesische Provinzialblätter, 5. Stück. 1795. S. 447–457 (Digitalisat).
- Ueber den Ohlaufluß in Bresiau. In: Schlesische Provinzialblätter, 10. Stück. 1795. S. 319–336 (Digitalisat).
- Von der Versorgung der Stadt Breslau mit Wasser. In: Schlesische Provinzialblätter, 2. Stück. 1796. S. 143–153 (Digitalisat) und Schlesische Provinzialblätter, 3. Stück. 1796. S. 205–219 (Digitalisat).
- Von den öffentlichen Uhren in Breslau. Ein Beytrag zur Geschichte und Beschreibung dieser Stadt. In: Schlesische Provinzialblätter, 7. Stück. 1796. S. 1–16 (Digitalisat).
- Nachricht von der ersten eisernen Brücke in den Königl. Preuß. Staaten, zu Laasan im Fürstenthum Schweidnitz. In: Schlesische Provinzialblätter, 10. Stück. 1796. S. 368–377 (Digitalisat).
- Schotten. Schottenkram. Schottenkramgerechtigkeit. In: Schlesische Provinzialblätter, 11. Stück. 1796. S. 459–462 (Digitalisat).
- Abnahme der Klosterjungfrauen in Breslau. In: Schlesische Provinzialblätter, 11. Stück. 1796. S. 478–480 (Digitalisat).
- Gaßen Erleuchtung zu Breslau. Ein Beitrag zur Geschichte dieser Stadt. In: Schlesische Provinzialblätter, 12. Stück. 1796. S. 550–559 (Digitalisat).
- Aerzte in Breslau. Ein Beitrag zur Geschichte und Beschreibung dieser Stadt. In: Schlesische Provinzialblätter, 5. Stück. 1797. S. 418–424 (Digitalisat).
- Ueber den Schweidnitzischen Keller zu Breslau. Ein Beitrag zur Geschichte und Beschreibung dieser Stadt. In: Schlesische Provinzialblätter, 7. Stück. 1797. S. 20–35 (Digitalisat).
- Ueber die Geschichte der schlesischen Instanzien Notizen. In: Schlesische Provinzialblätter, 11. Stück. 1797. S. 408–418 (Digitalisat).
- Vom Handel mit der Färberröthe zu Breslau. Ein Beitrag zur Geschichte und Beschreibung dieser Stadt. In: Schlesische Provinzialblätter, 3. Stück. 1798. S. 220–228 (Digitalisat).
- Ueber Straßenpflaster und Reinlichkeit in Breslau. Ein Beitrag zur Geschichte und Beschreibung dieser Stadt. In: Schlesische Provinzialblätter, 6. Stück. 1798. S. 499–516 (Digitalisat).
- Beyträge zur Geschichte des Theaters in Breslau. In: Schlesische Provinzialblätter, 12. Stück. 1798. S. 540–566 (Digitalisat).
- Etwas von der Geschichte des Tabacks, mit Bezug auf die Preuß. Länder. In: Schlesische Provinzialblätter, 2. Stück. 1799. S. 119–137 (Digitalisat).
- Vom Schlittenfahren. Ein Beitrag zur Geschichte und Beschreibung dieser Stadt. In: Schlesische Provinzialblätter, 3. Stück. 1799. S. 224–236 (Digitalisat).
- Etwas zur Geschichte der herumlaufenden und tollen Hunde in Breslau. In: Schlesische Provinzialblätter, 5. Stück. 1799. S. 441–444 (Digitalisat).
- Brandwein, Brandweinbrenner und Destillatoren in Breslau. Ein Beitrag zur Geschichte und Beschreibung dieser Stadt. In: Schlesische Provinzialblätter, 11. Stück. 1799. S. 391–405 (Digitalisat).
- Von den Apotheken. Mit Bezug auf Schlesien und Breslau. In: Schlesische Provinzialblätter, 12. Stück. 1800. S. 516–534 (Digitalisat).
- Ueber die Fechtschule in Breslau. In: Schlesische Provinzialblätter, 5. Stück. 1801. S. 421–428 (Digitalisat).
- Von den Versprechungen, den Trunk zu meiden. In: Schlesische Provinzialblätter, 7. Stück. 1801. S. 40–46 (Digitalisat).
- Buchdruckerey, Buchhandlung und Censur. Ein Beitrag zur Geschichte und Beschreibung dieser Stadt. In: Schlesische Provinzialblätter, 10. Stück. 1801. S. 311–337 (Digitalisat).
- Ueber die Namen mancher Straßen in Breslau. In: Der Breslauische Erzähler, Nr. 12. 1801. S. 185–188 (Digitalisat).
- Das Hospital Allerheiligen zu Breslau. In: Der Breslauische Erzähler, Nr. 48. 1801. S. 751–755 (Digitalisat).
- Zur Geschichte der Universität und der Jesuiten in Breslau. In: Schlesische Provinzblätter, 3. Stück. 1802. S. 197–238 (Digitalisat).
- Ueber uneheliche Niederkunften. In: Der Breslauische Erzähler, Nr. 13. 1802. S. 201–206 (Digitalisat).
- Vom Schwadian in Breslau. In: Der Breslauische Erzähler, Nr. 30. 1802. S. 473–475 (Digitalisat).
- Beytrag zur Geschichte des Bieres in Breslau. In: Schlesische Provinzblätter, 9. Stück. 1803. S. 221–248 (Digitalisat).
- Beytrag zur Geschichte des Bieres in Breslau (Fortsetzung). In: Schlesische Provinzblätter, 10. Stück. 1803. S. 293–302 (Digitalisat).
- Versuch eines Entwurfes zur Beschreibung eines Hüttenwerkes. Breslau, 1804.
- Steinkohlen-Verbrauch. Mit Bezug auf Schlesien und die Städte London und Breslau. In: Schlesische Provinzblätter, 1. Stück. 1805. S. 20–31 (Digitalisat).
- Von den Kartoffeln. Mit besondern Bezug auf Schlesien. In: Schlesische Provinzblätter, 2. Stück. 1806. S. 119–141 (Digitalisat).
- Hering. Mit einigem Bezug auf Breslau. In: Schlesische Provinzblätter, 9. Stück. 1807. S. 220–235 (Digitalisat).
- Vom alten Wettreiten in Breslau. In: Schlesische Provinzblätter, 10. Stück. 1807. S. 288–296 (Digitalisat).
- Ueber den Klingelbeutel, mit einigem Bezug auf Breslau. In: Schlesische Provinzblätter, 9. Stück. 1808. S. 797–810 (Digitalisat).
- Ueber die Namen der Kinder. In: Schlesische Provinzblätter, 12. Stück. 1809. S. 492–505 (Digitalisat).
- Meteorsteine. In: Allgemeiner Anzeiger der Deutschen, Nr. 228 vom 26. August 1809. Sp. 2586–2589 (Digitalisat).
- Beytrag zur Geschichte der Meteorsteine. In: Allgemeiner Anzeiger der Deutschen, Nr. 217 vom 14. August 1810. Sp. 2361–2366 (Digitalisat).
- Karten und Karten-Spiel in Schlesien. In: Schlesische Provinzblätter, 3. Stück. 1810. S. 229–243 (Digitalisat).
- Beytrag zur Geschichte der Königl. Kriegs- und Domainen-Kammer, jetzt Königl. Breslauische Regierung von Schlesien. In: Schlesische Provinzblätter, 7. Stück. 1810. S. 32–42 (Digitalisat).
- Ueber Caffee und Zucker-Preise im Verhältniß mit den Preisen einiger andern Bedürfniße. In: Schlesische Provinzblätter, 12. Stück. 1810. S. 510–517 (Digitalisat).
- Fronleichnamsfest in Breslau. In: Schlesische Provinzblätter, 8. Stück. 1811. S. 107–118 (Digitalisat).
- Der 18te September 1611. In: Schlesische Provinzblätter, 10. Stück. 1811. S. 322–330 (Digitalisat).
- Anatomie-Anstalt zu Breslau. In: Schlesische Provinzblätter, 11. Stück. 1811. S. 429–432 (Digitalisat).
- Beyträge zur Geschichte des Pulvers, des Geschützes und der Kugeln. Liegnitz, 1811 (Digitalisat).
- Kloster der barmherzigen Brüder zu Breslau.[2] Mit Bezug auf den 14. May der Jahre 1712 und 1812. In: Schlesische Provinzblätter, 7. Stück. 1812. S. 3–8 (Digitalisat).
- Zur Geschichte der Gymnastiker mit Bezug auf Breslau. In: Schlesische Provinzblätter, 11. Stück. 1812. S. 427–441 (Digitalisat).
- Zur Geschichte der Anwendung des Zinks, mit Bezug auf Schlesien. In: Schlesische Provinzblätter, 11. Stück. 1813. S. 405–410 (Digitalisat).
- Etwas über die Feyer gewisser Perioden, mit Rücksicht auf Karl den Großen. In: Schlesische Provinzblätter, 12. Stück. 1813. S. 510–517 (Digitalisat).
- Entdeckung einer Meistersängerordnung der Breslauischen Schule. In: Idunna und Hermode. 1813. Nr. 11. S. 53;  Nr. 12. S. 57;  Nr. 15. S. 73;  Nr. 17. S. 81 (Digitalisat).
- Das Ohlauer Thor mit seinem Thurm. In: Schlesische Provinzblätter, 7. Stück. 1814. S. 6–16 (Digitalisat).
- Christliche Säugammen bey jüdischen Kindern. In: Schlesische Provinzblätter, 12. Stück. 1814. S. 481–484 (Digitalisat).
- Von der Sieben-Rade-Mühle zu Breslau. In: Schlesische Provinzblätter, 3. Stück. 1815. S. 208–217 (Digitalisat).
- Das Zerbster Bier. In: Schlesische Provinzblätter, 11. Stück. 1815. S. 423–432 (Digitalisat).
- Das Schweidnitzer-Thor zu Breslau. In: Schlesische Provinzblätter, 12. Stück. 1816. S. 498–510 (Digitalisat).
- Etwas über Reformation und Reformations-Jubel-Feyer in Schlesien. In: Schlesische Provinzblätter, 5. Stück. 1817. S. 387–404 (Digitalisat).
- Ueber Portraits von Luther. In: Schlesische Provinzblätter, 9. Stück. 1817. S. 212–218 (Digitalisat).
- Ueber die am 1 Aug. 1816 in Schlesien gebohrnen Kinder. In: Schlesische Provinzblätter, 9. Stück. 1817. S. 530–537 (Digitalisat).
- Ueber Fechterspiele und Fechtschulen in Deutschland. In: Wöchentliche Nachrichten für Freunde der Geschichte, Kunst und Gelahrtheit des Mittelalters, Band 3. 1817, S, 305–336 (Digitalisat).
- Ueber Bibel-Vertheilungen. In: Schlesische Provinzblätter, 6. Stück. 1818. S. 527–532 (Digitalisat).
- Beyträge zur Geschichte des Königlichen Ober-Amts-Regierungs-, nachher Königl. Ober-Landes-Gerichts-Hauses zu Breslau. In: Schlesische Provinzblätter, 2. Stück. 1819. S. 137–146 (Digitalisat).
- Beyträge zur Geschichte des Königlichen Ober-Amts-Regierungs-Hauses zu Breslau (Fortsetzung). In: Schlesische Provinzblätter, 3. Stück. 1819. S. 208–217 (Digitalisat).
- Beyträge zur Geschichte des Königlichen Ober-Amts-Regierungs-Hauses zu Breslau (Fortsetzung). In: Schlesische Provinzblätter, 4. Stück. 1819. S. 327–343 (Digitalisat).
- Beyträge zur Geschichte des Königlichen Ober-Amts-Regierungs-Hauses zu Breslau (Beschluß). In: Schlesische Provinzblätter, 5. Stück. 1819. S. 399–406 (Digitalisat).